# Maol Chinn-dearg
Maol Chinn-dearg är ett berg i Storbritannien.   Det ligger i kommunen Highland och riksdelen Skottland, i den nordvästra delen av landet, 700 km nordväst om huvudstaden London. Toppen på Maol Chinn-dearg är 981 meter över havet, eller 173 meter över den omgivande terrängen. Bredden vid basen är 1,7 km.
Terrängen runt Maol Chinn-dearg är huvudsakligen kuperad. Trakten runt Maol Chinn-dearg är nära nog obefolkad, med mindre än två invånare per kvadratkilometer. Trakten runt Maol Chinn-dearg består i huvudsak av gräsmarker.